# Xã Marshall, Quận Louisa, Iowa
Xã Marshall (tiếng Anh: Marshall Township) là một xã thuộc quận Louisa, tiểu bang Iowa, Hoa Kỳ. Năm 2010, dân số của xã này là 203 người.